# Том Йорк
Томас Едвард Йорк (англ. Thomas Edward Yorke; нар. 7 жовтня 1968) — англійський музикант, вокаліст і автор пісень рок-гурту Radiohead, The Smile, Atoms for Peace, також виступає сольно під власним ім'ям.
Мультиінструменталіст, переважно грає на гітарі та клавішних, також відомий своїм фальцетом. Rolling Stone назвав його одним з найвидатніших і найвпливовіших співаків свого покоління.
Йорк створив Radiohead разом з однокласниками, навчаючись в Абінгдонській школі в Оксфордширі, також Том навчався в Університеті Ексетера. 1991 року Radiohead підписали контракт з лейблом Parlophone; їхній дебютний сингл 1992 року «Creep» зробив Йорка знаменитістю, а Radiohead здобули визнання критиків і продали понад 30 мільйонів альбомів. Ранній вплив на Йорка мали такі альтернативні рок-гурти, як Pixies та R.E.M.; починаючи з четвертого альбому Radiohead, Kid A (2000), Йорк перейшов до електронної музики під впливом виконавців лейблу Warp, таких як Aphex Twin. Разом з художником Стенлі Донвудом Йорк створює обкладинки для альбомів Radiohead та інших своїх проєктів.
Сольна творчість Йорка складається переважно з електронної музики. Його дебютний сольний альбом The Eraser вийшов у 2006 році. Щоб виконати його наживо, у 2009 році він створив новий гурт Atoms for Peace, до складу якого увійшли басист Red Hot Chili Peppers Флі та продюсер Radiohead Найджел Ґодріч. 2013 року вони випустили альбом AMOK. Другий сольний альбом Йорка, Tomorrow's Modern Boxes, вийшов у 2014 році, а у 2019 році — Anima. 2021 року Йорк дебютував з новим гуртом The Smile разом з гітаристом Radiohead Джонні Ґрінвудом та джазовим барабанщиком Томом Скіннером. Йорк співпрацював з такими артистами, як Пі Джей Гарві, Б'єрк, Flying Lotus і Modeselektor, а також написав музику для кіно і театру, зокрема для фільмів Suspiria (2018) та Confidenza (2024). 
Йорк є активістом захисту прав людини, прав тварин, охорони навколишнього середовища та антивоєнного руху; його тексти часто містять політичні теми. Він критично ставиться до музичної індустрії, особливо до великих лейблів та стрімінгових сервісів, таких як Spotify. Разом з Radiohead та своєю сольною творчістю він став новатором альтернативних платформ для розповсюдження музики, таких як BitTorrent та «Pay-what-you-want». Разом з іншими учасниками Radiohead він був включений до Зали слави рок-н-ролу у 2019 році.

## Ранні роки
Йорк народився 7 жовтня 1968 року у Веллінгборо, Нортгемптоншир. Том народився з паралізованим лівим оком і до шестирічного віку переніс п'ять операцій на очах. За словами Йорка, остання операція була «невдалою» і призвела до того, що у нього опустилася верхня повіка. Він вирішив відмовитися від подальших операцій: «Я вирішив, що мені подобається той факт, що я не такий, як раніше, і відтоді мені це подобається. І коли люди говорять такі речі, я вважав це предметом гордості, і досі вважаю».
Сім'я часто переїжджала. Невдовзі після народження Йорка, його батька, фізика-ядерника, а згодом продавця хімічного обладнання, найняла фірма в Шотландії. Сім'я жила в Лундін Лінкс, поки Йорку не виповнилося сім років; він переходив зі школи до школи. 1978 року сім'я оселилася в Оксфордширі, де Йорк відвідував початкову школу Стендлейк.
Йорк сказав, що зрозумів, що стане рок-зіркою після того, як у віці восьми років вперше побачив по телевізору гітариста гурту Queen Браяна Мея. Свою першу гітару він отримав у дитинстві; у 10 років він зробив власну гітару, надихнувшись саморобною «Red Special» Мея. У 11 років він приєднався до свого першого гурту і написав свою першу пісню. Побачивши Сьюзі С'ю на концерті в «Аполло» у 1985 році, він надихнувся стати виконавцем, сказавши, що ніколи не бачив, щоб хтось «захоплював аудиторію так, як вона».
Йорк відвідував школу для хлопчиків в Абінгдоні, Оксфордшир. Він відчував себе не в своїй тарілці і вступав у фізичні бійки з іншими учнями. Він знайшов притулок у музичному та художньому факультетах та написав музику для шкільної постановки «Сну літньої ночі». Теренс Гілмор-Джеймс, музичний директор школи, згадував Йорка як «занедбаного і трохи ізольованого» через його незвичну зовнішність, але балакучого і самовпевненого. Він сказав, що Йорк був «не великим музикантом», на відміну від свого майбутнього колеги по групі Джонні Ґрінвуда, але «мислителем і експериментатором». Пізніше Йорк завдячував своїм успіхом підтримці Гілмор-Джеймса і керівника художнього факультету школи.

### 1985—1991: On a Friday
В Абінгдоні Йорк познайомився з Едом О'Браєном, Філіпом Селвеєм та братами Коліном і Джонні Ґрінвудами. 1985 року вони створили гурт On a Friday, названий на честь єдиного дня, коли їм було дозволено репетирувати.
Після закінчення школи Йорк взяв академічну перерву і спробував стати професійним музикантом. Він працював на кількох роботах, включно з продажем костюмів, та записав демо-касету. Том також потрапив у серйозну автомобільну аварію, яка вплинула на тексти пізніших пісень, в тому числі на «Killer Cars» (1995) і «Airbag» (1997). Наприкінці 1980-х Йорк випустив сольний альбом «Dearest», який О'Браєн описав як схожість на The Jesus and Mary Chain з ефектами дилею та реверберації.
З огляду на їхню першу демо, On a Friday їм запропонували контракт із звукозаписною компанією Island Records, але учасники вирішили, що вони не готові і хочуть спочатку вступити до університету. Йорк хотів вступити до Коледжу святого Івана, щоб читати викладати англійську мову в Оксфордському університеті, але, за його словами, «мені сказали, що я навіть не можу подати заявку. Оксфордський університет з'їв би мене і виплюнув. Там надто сувора програма».
Наприкінці 1988 року Йорк залишив Оксфорд, щоб вивчати англійську мову та образотворче мистецтво в Ексетерському університеті, що призвело до перерви в On a Friday, окрім репетицій під час перерв. В Ексетері Йорк виконував експериментальну музику з класичним ансамблем, грав у техно-групі Flickernoise, а також грав з групою Headless Chickens, виконуючи пісні, серед яких були і майбутні пісні Radiohead. Він також познайомився з художником Стенлі Донвудом, який згодом створював обкладинки для сольних релізів Radiohead і Йорка, та граверкою Рейчел Оуен, майбутньою дружиною Йорка. Йорк вважав свою освіту в художній школі творчою підготовкою для подальшої роботи.
On a Friday відновили свою діяльність у 1991 році, коли більшість учасників гурту закінчували навчання. Ронан Манро, редактор оксфордського музичного журналу Curfew, взяв у гурту перше інтерв'ю, коли вони жили в одному будинку в Оксфорді. Він згадував, що «Том не був схожий ні на кого з тих, у кого я брав інтерв'ю раніше … Він був такий: „Це станеться… поразка — не варіант“… Він не був якоюсь балакучою дівою чи маніяком з манією величі, але він був дуже зосереджений на тому, що хотів зробити».

## Кар'єра

### 1991—1993: «Creep» і зліт до слави
У 1991 році, коли Йорку було 22 роки, On a Friday підписали контракт з лейблом EMI і змінили назву на Radiohead. За словами Йорка, приблизно в цей час він «досить швидко натиснув кнопку самознищення»; він обрізав волосся і багато пив, часто стаючи занадто п'яним, щоб виступати. Radiohead привернули увагу своїм дебютним синглом «Creep», який увійшов до дебютного альбому 1993 року «Pablo Honey».
Йорк казав, що успіх роздув його его; він намагався проєктувати себе як рок-зірку, що включало вибілювання волосся і носіння нарощених зачісок. Він сказав: «Коли я повернувся до Оксфорду, я був нестерпним… як тільки ти досягаєш успіху, ти зникаєш у власній дупі».

### 1994—1997: The Bends
Пол К'ю Колдері, співпродюсер дебютного альбому, зауважив, що після «Pablo Honey» пісенна творчість Йорка різко покращилася. Пізніше О'Браєн розповідав: «Після всіх цих гастролей з Pablo Honey … пісні, які писав Том, стали набагато кращими. За півтора року, раптом — бац!». Запис другого альбому Radiohead, The Bends (1995), був напруженим, на групу тиснули, щоб вона випустила наступний альбом після «Creep». Йорк, зокрема, боровся з тиском; за словами співменеджера гурту Кріса Хаффорда: «Том повністю заплутався в тому, що він хотів робити, що він робив у гурті і в своєму житті, і це перетворилося на недовіру до всіх інших». The Bends був спродюсований Найджелом Ґодрічем, який став продюсером наступних робіт Йорка і Radiohead.

### 1997—1998: OK Computer

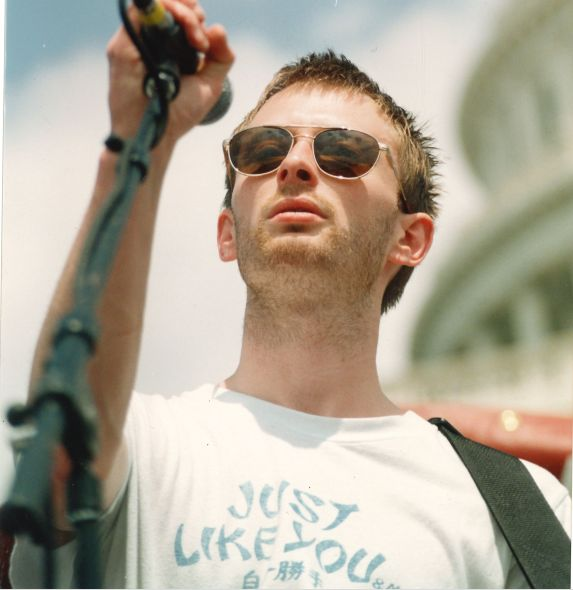
Йорк, 1998

Під час створення третього альбому Radiohead, OK Computer (1997), учасники гурту мали різні думки та рівні продюсерські ролі, причому, за словами О'Брайена, Йорк мав «найгучніший голос». OK Computer отримав визнання критиків і високі продажі, завдяки чому Radiohead стали одним з провідних рок-гуртів 1990-х, але Йорк неоднозначно ставився до успіху.
У 1997 році Йорк виконав бек-вокал для кавер-версії пісні Pink Floyd 1975 року «Wish You Were Here» разом з гуртом Sparklehorse. Наступного року він заспівав у дуеті з Ізабель Монтейро з Drugstore «El President», а також виконав вокальну партію на треку Unkle «Rabbit in Your Headlights», створеному спільно з DJ Shadow. Pitchfork назвав «Rabbit in Your Headlights» «поворотним моментом» для Йорка, який провістив подальшу роботу Radiohead в експериментальній електронній музиці.
Для саундтреку до фільму «Оксамитова золота жила» 1998 року Йорк, Джонні Ґрінвуд, Енді Мекей з Roxy Music та Бернард Батлер з Suede створили гурт «The Venus in Furs», який виконував кавери на пісні Roxy Music. 2016 року Pitchfork писав, що Йорк «дивним чином виявляється слабкою ланкою» із стриманим вокалом, який не нагадує співака Roxy Music Браяна Феррі.

### 2000—2004: Kid A, Amnesiac та Hail to the Thief

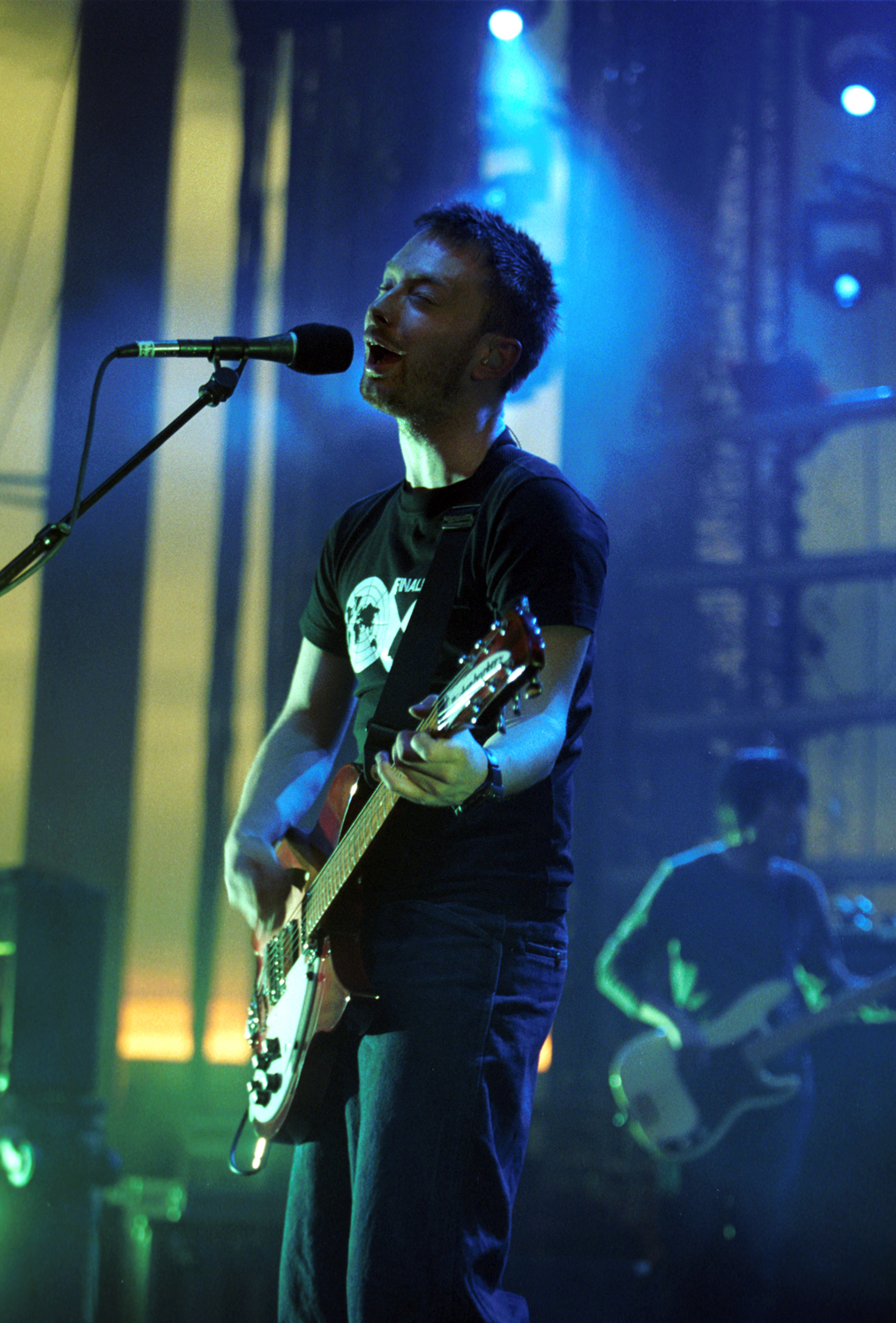
Йорк у 2001

Після туру OK Computer у Йорка стався психічний зрив і він виявив, що не може писати нову музику. Йому запропонували написати санудтрек до фільму «Бійцівський клуб» 1999 року, але він відмовився, оскільки оговтувався від стресу. Пізніше він розповідав:
|  | Коли я був дитиною, я завжди думав, що [слава] дасть мені відповідь, заповнить прогалину. А вона робить абсолютно протилежне. Це трапляється з усіма. Я так довго гнався за нею, як бісова тварина, а потім одного дня прокинувся, а хтось дав мені маленьку золоту пластинку за OK Computer, і я не міг змиритися з цим цілу вічність. |

Щоб відновитися, Йорк переїхав до Корнуолла і проводив час, гуляючи по скелях, пишучи та малюючи. Він обмежував свою пісенну творчість грою на фортепіано; першою написаною ним піснею була «Everything in Its Right Place». У цей період Йорк слухав майже суто електронну музику таких виконавців, як Aphex Twin і Autechre, кажучи: «Це було освіжаюче, тому що музика була суцільною структурою і не містила людських голосів. Але я відчував такі ж емоції від неї, як і від гітарної музики».
Radiohead перенесли ці впливи на свої наступні альбоми Kid A (2000) та Amnesiac (2001), обробивши вокал, затьмаривши тексти та використавши електронні інструменти, такі як синтезатори, драм-машини та семплери. Альбоми розділили шанувальників і критиків, але були комерційно успішними і згодом отримали широке визнання; на рубежі десятиліттяKid A був названий найкращим альбомом 2000-х років за версією Rolling Stone і Pitchfork.
У 2000 році Йорк долучився до запису вокалу трьох треків на альбомі Пі Джей Гарві Stories from the City, Stories from the Sea, а також заспівав дуетом з Б'єрк пісню «I've Seen It All», номіновану на «Оскар». 2003 року Radiohead випустили свій шостий альбом Hail to the Thief, суміш року та електронної музики. Йорк написав багато текстів до нього у відповідь на війну з тероризмом і відродження [Праві (політика)|правої політики]] на заході після початку нового тисячоліття, а також на його світогляд, що змінився після того, як він став батьком. Йорк і Джонні Ґрінвуд взяли участь у створенні синглу Band Aid 20 2004 року Do They Know It's Christmas?, продюсером якого виступив Ґодріч.

### 2004—2008: The Eraser та In Rainbows
Йорк записав свій дебютний сольний альбом The Eraser під час перерви у діяльності Radiohead у 2004 році. Він складається з електронних пісень, записаних і змонтованих за допомогою комп'ютера, за словами Йорка: «Я був у групі відтоді, як ми закінчили школу, і ніколи не наважувався робити щось самостійно… Це було схоже на: „Чувак, я повинен дізнатися, на що це схоже“, розумієш?» Він підкреслив, що Radiohead не розпадаються і що альбом був зроблений «з їхнього благословення». За словами Джонні Ґрінвуда, Radiohead були раді, що Йорк записав альбом; він сказав: «Том би збожеволів, якби кожного разу, коли він писав пісню, вона повинна була проходити через консенсус Radiohead».
The Eraser вийшов у 2006 році на незалежному лейблі XL Recordings, підкріплений синглами «Harrowdown Hill», який досяг 23 місця в UK Singles Chart, та «Analyse». Альбом увійшов до першої десятки у Великій Британії, Ірландії, США, Канаді та Австралії і був номінований на Mercury Prize у 2006 році та на премію Греммі у 2007 році за найкращий альбом альтернативної музики. За ним вийшла збірка бісайдів Spitting Feathers, та альбом реміксів різних виконавців The Eraser Rmxs.
У 2007 році Radiohead самостійно випустили свій сьомий альбом In Rainbows, який можна було завантажувати за принципом «плати, скільки хочеш» — перший для великої групи. Реліз потрапив у заголовки преси в усьому світі і викликав дебати про наслідки для музичної індустрії. Того ж року Йорк записав вокал для треку Modeselektor «The White Flash» з альбому Happy Birthday (2007). 2008 року Том записав бек-вокал на благодійному синглі Б'єрк «Náttúra».

### 2009—2013: Atoms for Peace

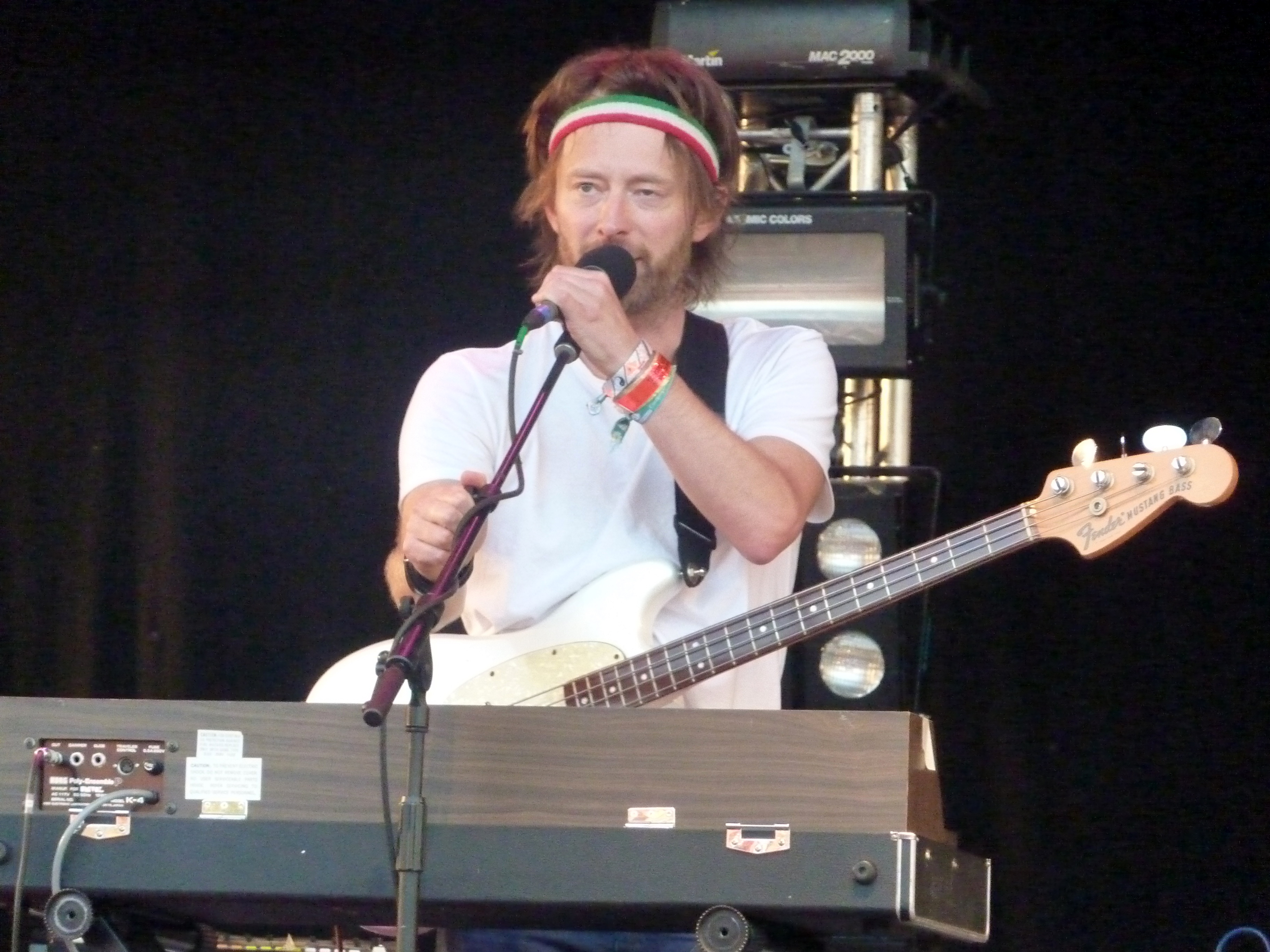
Йорк на Ґластонбері, 2010

У 2009 році Йорк разом зі своїм братом Енді випустив кавер на пісню Miracle Legion «All for the Best» збірки «Ciao My Shining Star: The Songs of Mark Mulcahy». У липні Йорк виступив сольно на фестивалі «Latitude Festival» у Саффолку і випустив подвійний сингл «FeelingPulledApartByHorses / TheHollowEarth». Він також долучився до саундтреку фільму Сутінки. Сага: Молодий місяць з треком «Hearing Damage».
Того ж року Йорк створив новий гурт Atoms for Peace, для виконання пісень з The Eraser. Окрім Йорка (вокал, гітара та клавішні), до складу гурту увійшли Ґодріч (клавішні та гітара), басист Флі з Red Hot Chili Peppers, барабанщик Джоуї Варонкер та перкусіоніст Мауро Рефоско з Forro in the Dark. Йорк сказав: «Бог любить їх, але я граю з [Radiohead] з 16 років, і для мене це була справжня подорож… Було таке відчуття, ніби ми пробили дірку в стіні, і ми повинні просто, бляха, пройти крізь неї».
У 2010 році Atoms for Peace відіграли вісім концертів у Північній Америці. На ранніх виступах вони були без назви, а в афішах значилися як «Thom Yorke» або «??????». У червні Йорк зіграв несподіваний сет на фестивалі Ґластонбері з Джонні Ґрінвудом, виконуючи пісні з The Eraser і Radiohead.

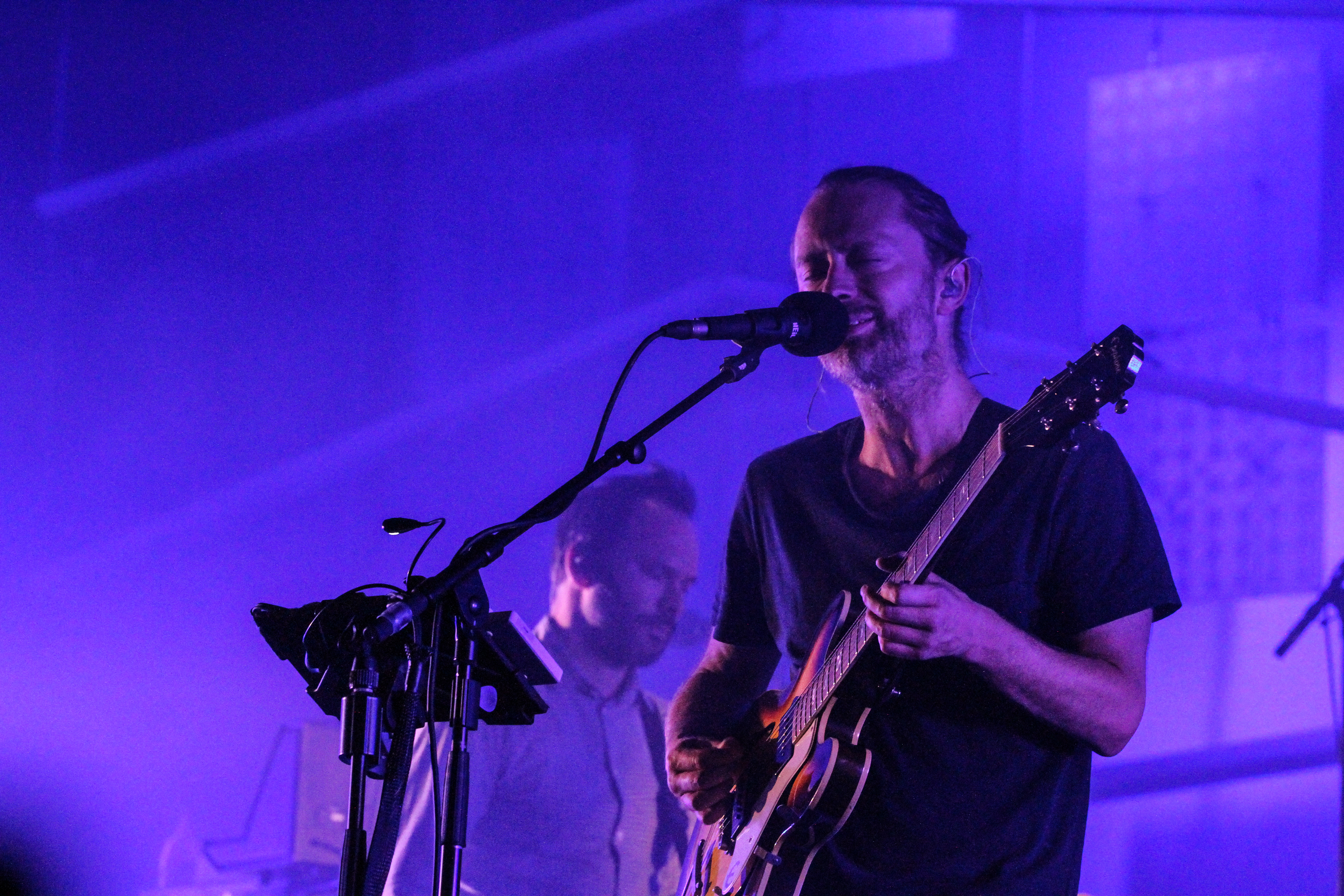
Йорк з Atoms for Peace, 2013

Того ж року Йорк записав вокал для «…And the World Laughs with You» з альбому Flying Lotus Cosmogramma, а також для «Shipwreck» і «This» на альбомі Modeselektor Monkeytown. Разом з Дем'єном Райсос і Філіпом Ґлассом він взяв участь у створенні саундтреку до документального фільму 2010 року «When the Dragon Swallowed the Sun». Наступного року Йорк співпрацював з електронними виконавцями Burial та Four Tet над піснями «Ego» та «Mirror», а також разом з Ґрінвудом співпрацював з американським репером MF Doom над піснею «Retarded Fren».

### 2011—2013: The King of Limbs та Amok
У 2011 році Radiohead випустили восьмий альбом The King of Limbs, який Йорк описав як «вираження фізичних рухів і дикості». Йорк прагнув відійти від традиційних методів запису. Кліп на трек «Lotus Flower», в якому зображені безладні танці Йорка, став інтернет-мемом.
Йорк зробив ремікс під ім'ям Sisi BakBak на сингл «Hold On» 2012 року електронного музиканта Sbtrkt. Ця робота була підтверджена лише у вересні 2014 року. Він також записав вокал для пісні «Electric Candyman» на альбомі Flying Lotus Until the Quiet Comes (2012).
У лютому 2013 року Atoms for Peace випустили альбом AMOK, після чого відбулося турне Європою, США та Японією. Amok отримав загалом позитивні відгуки, хоча деякі критики вважали його занадто схожим на сольну роботу Йорка. Того ж року Йорк та Джонні Ґрінвуд написали музику до документального фільму The UK Gold про ухиляння від сплати податків. Саундтрек вийшов безплатно в лютому 2015 року через онлайн-платформу SoundCloud.

### 2014—2017: Tomorrow's Modern Boxes
Йорк випустив свій другий сольний альбом Tomorrow's Modern Boxes через BitTorrent 26 вересня 2014 року. Він став найзавантажуванішим альбомом 2014 року (без урахування піратства), отримавши понад мільйон завантажень за перші шість днів. Йорк і Ґодріч сподівалися використати реліз на BitTorrent, щоб повернути «деякий контроль над інтернет-комерцією людям, які створюють твори». У грудні 2014 року Йорк випустив цей альбом на музичній онлайн-платформі Bandcamp разом з новим треком «Youwouldn'tlikemewhenI'mmangry».
У 2015 році Йорк написав саундтрек Subterranea до інсталяції художніх робіт Radiohead The Panic Office у Сіднеї, Австралія. Саундтрек, складений з польових записів, зроблених в англійській сільській місцевості, звучав з динаміків на різній висоті в різних частотних діапазонах. Радіостанція Triple J описала його схожим на ембієнт-секції Tomorrow's Modern Boxes, з деякими цифровими розділами, схожими на «Fitter Happier» з OK Computer. Музика не була видана. У липні 2015 року Йорк приєднався до гурту Portishead на фестивалі Latitude, щоб виконати разом пісню «The Rip».
У 2015 році Йорк створив музику для п'єси Гарольда Пінтера «Old Times» 1971 року, яку поставила театральна компанія Roundabout у Нью-Йорку. Режисер описав музику як «первісну, незвичайну … своєрідний невроз у музиці [Йорка], безумовно, прояснив елементи нав'язливого повторення п'єси». Того ж року Йорк виступив з Ґодрічем та аудіовізуальним художником Таріком Баррі на фестивалі Latitude у Великій Британії та на Summer Sonic Festival в Японії. Radiohead випустили свій дев'ятий альбом, A Moon Shaped Pool, 8 травня 2016. Йорк записав вокал та з'явився у відео на пісню «Beautiful People» з альбому Марка Прітчарда Under the Sun 2016 року.

### 2018—2019: Suspiria
Перший саундтрек Йорка до художнього фільму «Суспірія», написаний для фільму жахів 2018 року, вийшов 26 жовтня 2018 року на лейблі XL. Він був спродюсований Йорком та Семом Петтсом-Дейвісом і записаний за допомогою Лондонського Сучасного Оркестру та хору та сина Йорка, Ноя, на барабанах. При створенні Йорк надихався саундтреком до фільму Той, хто біжить по лезу 1982 року та музикою з сюжету берлінських подій оригінальної версії «Суспірії» 1977 року, зокрема краут-роком. Тексти пісень не відповідають сюжету фільму і були написані під впливом дискурсу навколо президента Дональда Трампа та Brexit. «Suspirium» була номінована на премію Греммі у категорії «Найкраща пісня, написана для візуальних медіа» у 2020 році.
У 2017 році Йорк дав два концерти, а у 2018 році здійснив турне Європою та США. Того ж року Йорк та художник Тарік Баррі створили аудіовізуальну виставку «City Rats» на замовлення Інституту звуку та музики в Берліні. У вересні 2018 року вийшов обмежений тираж журналу «I See You», під спільною редакцією Йорка та журналу «Crack», прибуток від якого було передано Грінпіс. Йорк написав музику до короткометражних фільмів 2018 року Why Can't We Get Along? та Time of Day для модного бренду Rag & Bone.
Radiohead були включені до Зали слави рок-н-ролу 29 березня 2019 року. Йорк не був присутній на церемонії включення, посилаючись на культурні відмінності між Великою Британією та Америкою і свій негативний досвід нагородження Brit Awards, «яке схоже на п'яну автокатастрофу, в яку ви не хочете бути втягнутим».

### 2019—2020: Anima
Третій сольний альбом Йорка, Anima, вийшов 27 червня 2019 року, супроводжуваний короткометражним фільмом режисера Пола Томаса Андерсона. Anima став першим альбомом Йорка, який посів перше місце в чарті Top Dance/Electronic Albums від Billboard. На премії Греммі 2020 року він був номінований у категоріях «Найкращий альбом альтернативної музики» та «Найкращий бокс-арт або спеціальне лімітоване видання», а фільм Anima був номінований на «Греммі» як «Найкращий музичний фільм». Після альбому вийшов міні-альбом Not the News Rmx, що складається з розширеної версії треку «Not the News» та реміксів різних виконавців. Сольний тур, який мав розпочатися в березні 2020 року, був скасований через пандемію COVID-19.
Для фільму 2019 року Сирота Бруклін Йорк написав пісню «Daily Battles», в якій грав на валторні його колега по гурту Atoms for Peace Флі. Режисер Едвард Нортон залучив джазового музиканта Вінтона Марсаліса, який переаранжував пісню на баладу, що нагадує Майлза Девіса 1950-х років. Пісня увійшла до шорт-листа за найкращу пісню до фільму на 92-й церемонії вручення премії «Оскар». Перша класична композиція Йорка, «Don't Fear the Light», написана для фортепіанного дуету Каті та Маріель Лабек, дебютувала в квітні 2019 року. У квітні 2020 року Йорк виконав нову пісню «Plasticine Figures» онлайн зі свого будинку для The Tonight Show. Того ж року він вчергове співпрацював з Four Tet і Burial над піснями «Her Revolution» і «His Rope», а також зробив ремікс на «Isolation Theme» електронного виконавця Clark. Йорк сказав, що його ремікс віддзеркалює локдауни, спричинені COVID-19, «входячи в новий тип тиші».

### 2021—2022: The Smile

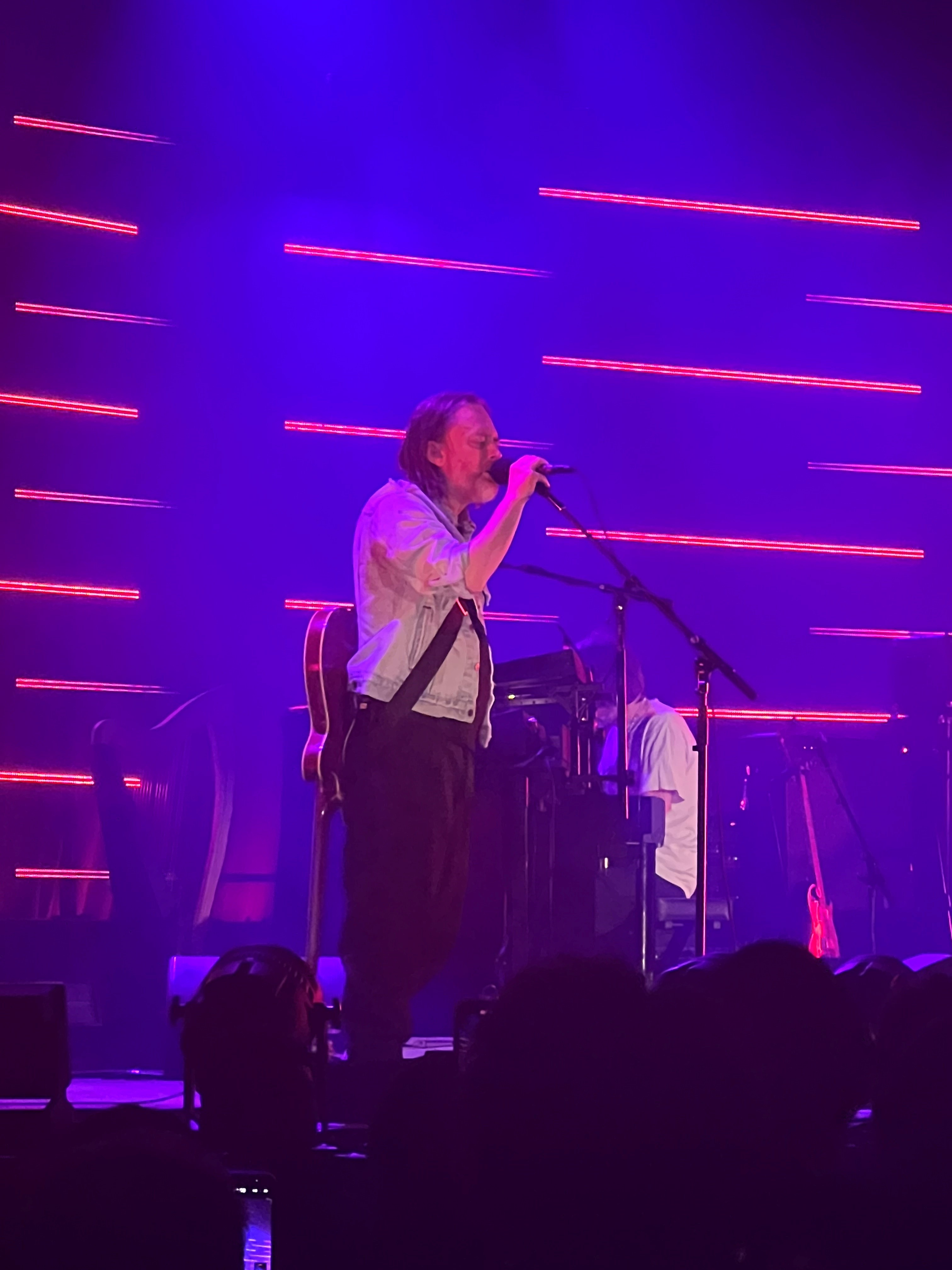
Йорк з The Smile, 2022

У березні 2021 року Йорк створив музику для показів японського модельєра Дзюна Такахаші, зокрема реміксовану версію «Creep». У серпні того ж року він зробив два ремікси на пісню «Gazzillion Ear» репера MF Doom.
У травні Йорк дебютував з новим гуртом, The Smile, з Джонні Ґрінвудом та джазовим барабанщиком Томом Скіннером, продюсером якого став Ґодріч. Ґрінвуд сказав, що цей проєкт став для нього та Йорка можливістю попрацювати разом під час карантину, спричиненого COVID-19. The Smile несподівано дебютували під час виступу, який транслювався на фестивалі Ґластонбері 22 травня, за участю Йорка, який співав, грав на гітарі, бас-гітарі, синтезаторі Moog та родес-піано. Критик Ґардіан Алексіс Петрідіс сказав, що The Smile «звучать як одночасно більш скелетна і заплутана версія Radiohead», досліджуючи прогресивніші рок-впливи з незвичайними розмірами, складними рифами і «жорсткою» моторною психоделією.
У жовтні того ж року Йорк виконав пісню The Smile «Free in the Knowledge» на концерті Letters Live у лондонському Альберт-голі. Того ж місяця він разом зі Стенлі Донвудом виступив куратором виставки робіт і текстів Kid A у лондонській штаб-квартирі Крістіз напередодні перевидання альбомів Kid A та Amnesiac під назвою Kid A Mnesia. Вони також додали тексти пісень і обкладинки для виставки Kid A Mnesia Exhibition — безкоштовної цифрової програми для PlayStation 5, macOS і Windows.
9 квітня 2022 року Йорк виступив з сольним концертом на швейцарському фестивалі Zeltbühne в Церматті, виконавши, окрім сольних, пісні зі своїх робіт з Radiohead, The Smile і Unkle. У травні 2022 року The Smile випустили свій дебютний альбом A Light for Attracting Attention і почали європейське турне. Йорк написав дві пісні, «5.17» і «That's How Horses Are», для шостого сезону телевізійної драми Гострі картузи. Йорк виступив виконавчим продюсером альбому Sus Dog (2023), десятого альбому Кларка. Він виступив наставником вокалу музиканта і долучився до вокалу та бас-гітари.

### 2022: подальші записи The Smile,ConfidenzaтаTall Tales
У вересні в Лондоні Йорк і Донвуд виставили добірку художніх робіт під назвою «The Crow Flies Part One». Картини, засновані на ісламських піратських картах і військових топографічних картах США 1960-х років, були створені як робота для альбому A Light For Attracting Attention. The Smile гастролювали по всьому світу між 2022 і 2024 роками. 2024 року вони випустили альбоми Wall of Eyes і Cutouts, записані одночасно.
Йорк написав музику до фільму Confidenza італійського режисера Даніеле Лукетті, що вийшов у 2024 році. У фільмі беруть участь Лондонський сучасний оркестр та джазовий ансамбль, у якому грає Том Скіннер, колега Йорка по гурту Smile. 22 квітня Йорк випустив два треки з саундтреку — «Knife Edge» і «Prize Giving». Саундтрек вийшов 26 квітня. Йорк спродюсував пісню «Stepdaughter», написану і виконану його дружиною Даяною Рончіоне, і випущену в листопаді 2024 року. Вона була написана для італійського фільму Eterno Visionario режисера Мікеле Плачидо з Рончіоне в головній ролі. У жовтні Йорк розпочав сольний Everything-тур Новою Зеландією, Австралією, Сінгапуром та Японією, виконуючи пісні з усієї своєї кар'єри.
Йорк знову співпрацював з електронним музикантом Марком Прітчардом над створенням альбому Tall Tales, вихід якого заплановано на 9 травня під лейблом Warp Records. Проєкт розпочався під час локдаунів через COVID-19, коли Прітчард і Йорк обмінювалися записами онлайн. Перший сингл, «Back in the Game», вийшов 13 лютого, а за ним «This Conversation Is Missing Your Voice» — 11 березня. Обидва сингли супроводжувалися відео, створеними Джонатаном Завадою.
Йорк переробив альбом Radiohead Hail to the Thief для сценічної постановки Гамлета, анонсованої у вересні 2024 року. Постановку ставлять Крістін Джонс і Стівен Хоггетт, і заплановано, що вона пройде в Aviva Studios, Манчестер, з квітня по травень 2025 року, а потім у Королівському Шекспірівському театрі в Стратфорд-апон-Ейвон в червні. Йорк сказав, що Hail to the Thief «перегукується з глибинною скорботою і параноєю» Гамлета. Коли у 2024 році Йорка запитали про майбутнє Radiohead, він відповів: «Гадаю, ми заслужили право робити те, що має для нас сенс, без потреби щось пояснювати чи відповідати чиїмось уявленням про те, чим ми маємо займатися».

## Творчість

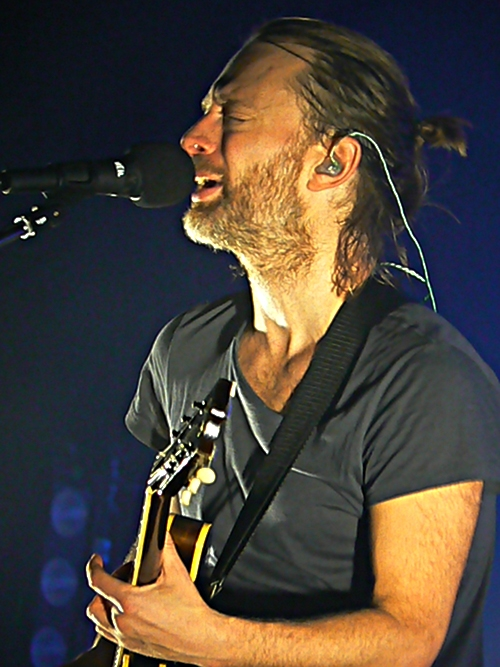
Йорк з Atoms for Peace, 2013

Йорк пише перші версії більшості пісень Radiohead, після чого їх гармонії допрацьовує Джонні Ґрінвуд, перш ніж інші учасники гурту розробляють свої партії. Він говорив, що природа творчої людини полягає в тому, щоб «зберігати розум новачка. Пошук — ось у чому суть. Метання навколо — ось у чому суть. Процес — це суть». Його сольна творчість складається переважно з електронної музики. Stereogum схарактеризував її як «здебільшого інтер'єрну», «фригідну» і «керовану бітом», на відміну від «широко відкритих горизонтів» пісень Radiohead.
Йорк працював з продюсером Найджелом Ґодрічем над більшістю своїх проєктів, включаючи Radiohead, The Smile і більшість своїх сольних робіт. Йорк вважає, що Ґодріч допомагав редагувати його роботи, визначаючи, які частини потребують вдосконалення, а які мають потенціал. Він сказав, що у них іноді виникають суперечки, які тривають днями, але вони завжди вирішують свої розбіжності, порівнюючи їхні стосунки з братами. Ґодріч сказав, що вони «дуже продуктивно працюють разом, і це справді дорогоцінна і важлива річ, яка змінюється від контексту, чим би ми не займалися».

### Музичний стиль
Йорк є мультиінструменталістом, грає на гітарі, фортепіано, бас-гітарі та барабанах. Він грав на барабанах під час виконання пісні Radiohead 2007 року «Bangers and Mash». У The Smile Йорк використовував бас-гітару Fender Mustang з технікою «фінгерстайл».
Йорк використовує електронні інструменти, такі як синтезатори, драм-машини та секвенсори, а також електронні техніки, зокрема програмування, семпліювання та зациклення. 2015 року він розповідав: «Мені справді подобається писати слова, сидячи за фортепіано. Я, як правило, втрачаю інтерес до драм-машини». За словами Ґодріча, «Том може сісти і зробити якийсь божевільний, розбитий терткою для сиру на голові хаос на комп'ютері, але в якийсь момент він завжди дістає гітару, щоб перевірити, чи може він насправді на ній це зіграти».
На відміну від свого колеги по групі Джонні Ґрінвуда, Йорк не читає ноти, за його словами: «Ви не можете правильно передати ритми таким чином. Це дуже неефективний спосіб, тому я ніколи не переймався цим питанням». Пояснюючи, чому він відмовився зіграти на фортепіано у пісні «Mr. Bellamy» з альбому Пола Маккартні Memory Almost Full (2007), Йорк сказав: "Гра на фортепіано передбачає дві руки, які виконують різні речі окремо. Я не маю такої навички. Я сказав йому: «Я бренькаю на піаніно, і все».

### Вокал
Йорк має один з найширших вокальних діапазонів у популярній музиці. Він відомий своїм фальцетом, який журнал Paste описав як «солодкий» «обережний» і «переслідуючий». Rolling Stone описав його голос як «широкий, емоційний розмах» з «високим, пронизливим звуком». Ґардіан описували вокальні здібності як «інструментальні» і «спектральні», додавши, що вокал «перевершує егоцентричні позиції стереотипного інді-рок-виконавця». Музичний журналіст Роберт Крістгау писав, що голос Йорка має «болючу, перенесену інтенсивність, чистий вгорі з натяками на істеричний скрегіт внизу … Загрозливий і занурений у себе, без часу на жарти, не асексуальний, але зайнятий іншими справами, і ніколи не буденний, це ідеалізований голос претензійного хлопчика з коледжу … Подобається вам це чи ні, але голос чудовий».
Йорк часто маніпулює своїм голосом за допомогою програмного забезпечення та ефектів, перетворюючи його на «безтілесний інструмент». Наприклад, у пісні «Everything in Its Right Place» (2000) його вокал оброблений так, що створює «глючний, заїкаючий колаж». 2016 року видання Pitchfork написало, що протягом десятиліть голос Йорка еволюціонував від «напівцікавого альт-рокерського голосу» до «напівбога арт-року лівого спрямування» і «великого електронного чарівника». 2006 року Йорк сказав: «Мене дратує, наскільки гарний мій голос. Це звучить неймовірно нескромно, але мене дратує, як ввічливо він може звучати, коли, можливо, те, що я співаю, є досить кислим». Він сказав, що тримає вокал в голові щоразу, коли створює музику, незалежно від жанру: «Для мене майже неможливо прослухати танцювальну мелодію від початку до кінця, не уявляючи голос».
У 2005 році читачі Blender і MTV2 визнали Йорка 18-м найкращим співаком усіх часів. 2008 року Rolling Stone поставив його на 66-е місце і написав, що він був одним з найвпливовіших співаків свого покоління, який вплинув на такі гурти, як Muse, Coldplay, Travis і Elbow. В оновленому списку 2023 року Rolling Stone поставив його на 34-е місце серед найкращих співаків усіх часів, високо оцінивши «справжню межу відчуження» в його голосі.

### Танці
Йорк часто танцює на своїх виступах, Times описали це як його «сценічний підпис». Він почав танцювати на сцені після того, як Radiohead випустили Kid A у 2000 році, оскільки «у мене раптово не стало гітари на шиї». Його танці з'являються у кліпах на такі пісні, як «Lotus Flower» та «Ingenue», а також у короткометражному фільмі «Anima». Критики описують його рухи як «нестабільні», «розмашисті» та «нетрадиційні». 2011 року читачі журналу Rolling Stone віддали Йорку 10 місце в рейтингу «найулюбленіший танцюючий музикант».

### Вплив
У дитинстві серед улюблених виконавців Йорка був гурт Queen. Він розповідав, що виконавцями, які «змінили його життя» в підлітковому віці, були R.E.M., Siouxsie and the Banshees, Joy Division і Боб Ділан. Він також писав, що Марк Малкехі з Miracle Legion «дуже сильно» вплинув на нього в цей час: «Це був голос людини, яка була по-справжньому щасливою лише тоді, коли співала … Це змінило моє уявлення про пісні та спів».
У 16 років Йорк надіслав демозапис до музичного журналу, який відповів йому, що той звучить як Ніл Янг. Незнайомий з Янгом, Йорк придбав його альбом 1970 року After the Gold Rush і «одразу ж закохався в його музику». Йорк розповідав: «Це було його ставлення до того, як він створював пісні. Йдеться завжди про те, щоб записати те, що у тебе в голові на той момент, і залишатися повністю вірним цьому, незалежно від того, що це було». Йорк також вважав Янга головним ліричним натхненником. 1997 року Йорк сказав, що Джеф Баклі надав йому впевненості співати фальцетом.
Йорк називав Pixies, Б'єрк і Пі Джей Гарві артистами, які «змінили його життя», а в 2006 році він розповів Pitchfork, що Radiohead «роками наосліп обдирали R.E.M.». Він говорив, що Майкл Стайп з R.E.M. є його улюбленим автором текстів: «Мені сподобалося, як він сприймав емоцію, а потім робив крок назад і тим самим робив її набагато сильнішою». Приспів «How to Disappear Completely» з Kid A був натхненний Стайпом, який порадив Йорку знімати стрес від туру, повторюючи про себе: «Мене тут немає, цього не відбувається». Йорк також згадував гітариста Red Hot Chili Peppers Джона Фрушанте як того, хто вплинув на його гру на гітарі в In Rainbows, а Скотта Вокера — як того, що вплинув на його вокал і лірику.
Після OK Computer, Йорк і Radiohead увібрали в себе вплив електронних виконавців, таких як Aphex Twin і Autechre. 2013 року Йорк назвав Aphex Twin своїм найбільшим впливом, сказавши: «Він спалює важку тінь … Aphex відкрив мені інший світ, в якому не було моєї довбаної електрогітари … Я ненавидів усю музику, яка була навколо Radiohead у той час, вона була абсолютно безглуздою. Я ненавидів бритпоп і те, що відбувалося в Америці, але Aphex був абсолютно прекрасним».

### Художні роботи

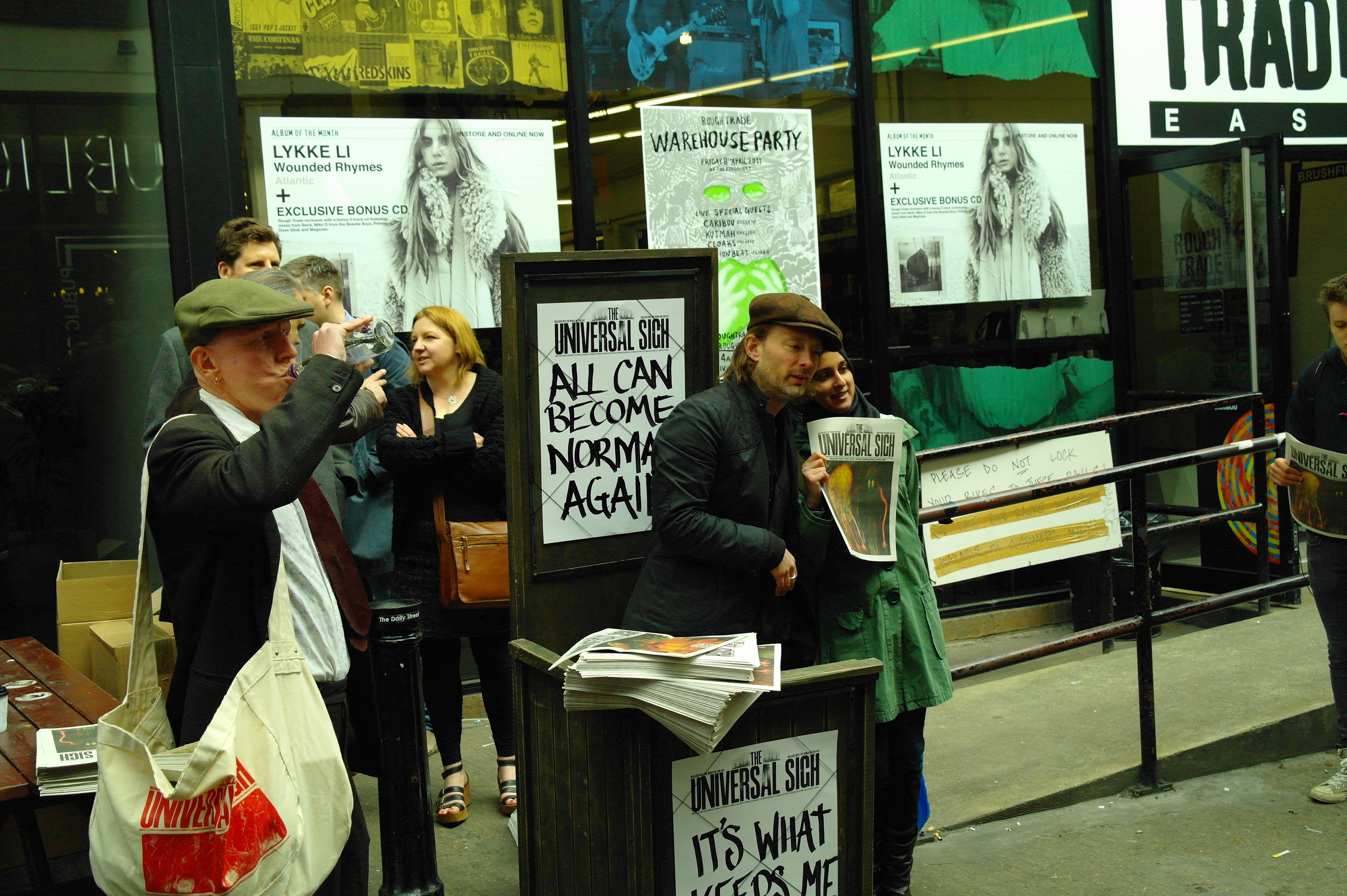
Стенлі Донвуд (зліва) та Йорк, 2011

Починаючи з My Iron Lung (1994), Йорк створює обкладинки для Radiohead та інших своїх проєктів зі Стенлі Донвудом. Вони познайомилися, будучи студентами-художниками в Університеті Ексетера; Донвуд сказав, що його першим враженням від Йорка було те, що він був «балакучим, розлюченим, тим, з ким я міг би працювати». Йорк використовує такі псевдоніми у роботі із Донвудом: White Chocolate Farm, Tchock, Dr. Tchock та інші подібні абревіатури.
У той час як Донвуд описував себе як такого, що має «схильність до деталей та перфекціонізму, як у Діви», він сказав, що Йорк «повністю протилежний, він все псує… Я щось роблю, потім він це псує, потім я псую те, що він зробив … і ми продовжуємо це робити, поки не будемо задоволені результатом. Це змагання, щоб побачити, хто „виграє“ картину, хто з нас заволодіє нею в художній спосіб». Художник Тарік Баррі створює живі візуальні ефекти для сольних і мультимедійних проєктів та виставок Йорка та Atoms for Peace.

## Політика та активізм

### Музична індустрія
Йорк критично ставився до музичної індустрії і був піонером альтернативних реліз-платформ разом із Radiohead та своєю сольною творчістю. Після туру Radiohead по Америці в 1993 році він розчарувався в тому, що опинився «на межі сексуального, зухвалого, привабливого для MTV способу життя», який, на його думку, він допомагав продавати. Після статті в журналі Melody Maker 1995 року, в якій йшлося про те, що Йорк накладе на себе руки, як вокаліст гурту Nirvana Курт Кобейн, у Йорка з'явилася відраза до британської музичної преси.
Документальний фільм 1998 року Meeting People Is Easy зображує невдоволення Йорка музичною індустрією та пресою під час туру Radiohead OK Computer. Після витоку четвертого альбому Radiohead Kid A (2000) через файлообмінну мережу Napster за кілька тижнів до виходу, Йорк сказав в інтерв'ю Тайм, що він вважає, що Napster «заохочує ентузіазм до музики таким чином, про який музична індустрія давно забула… Я вважаю, що будь-хто, хто показує два пальці вгору, дивлячись на всю цю чортову справу, є чудовим, як на мене».
Після того, як контракт Radiohead з EMI закінчився з виходом альбому Hail to the Thief (2003), Йорк сказав в інтерв'ю Тайм: «Мені подобаються люди в нашій звукозаписній компанії, але наближається час, коли ви повинні запитати, навіщо вона взагалі потрібна. І, так, нам, мабуть, принесло б деяке збочене задоволення сказати „Пішов ти“ цій загниваючій бізнес-моделі». 2006 року він назвав великі звукозаписні лейбли «дурними іграми маленьких хлопчиків, особливо тих, хто знаходиться на дуже високому рівні». Radiohead самостійно випустили свій альбом In Rainbows 2007 року у вигляді цифрового завантаження, за яке слухачі могли самі вибрати ціну; Йорк сказав, що «найбільш захоплюючою» частиною релізу було усунення бар'єру між артистом і аудиторією. Однак у 2013 році Йорк сказав Guardian, що він боїться, що реліз In Rainbows зіграв на руку постачальникам контенту, таким як Apple і Google: «Вони повинні продовжувати комерціалізувати речі, щоб підтримувати ціну акцій, але, роблячи це, вони зробили весь контент, включаючи музику і газети, нічого не вартим, щоб заробити свої мільярди. І це те, чого ми хочемо?» У 2015 році він критикував YouTube за «захоплення контролю» над контентом користувачів, порівнюючи його з нацистами, які грабували твори мистецтва під час Другої світової війни.
У 2013 році Йорк і Ґодріч потрапили в заголовки газет через критику музичного стрімінгового сервісу Spotify і видалили з нього Atoms for Peace і сольну музику Йорка. У серії твітів Йорк написав: «Не помиліться, нові артисти, яких ви відкриєте для себе на Spotify, не будуть отримувати гроші. Тим часом акціонери незабаром будуть їздити на цьому … Новим артистам не платять ні хріна з такою моделлю». Йорк назвав Spotify «останнім подихом старої індустрії», звинувативши його в тому, що він приносить користь лише великим лейблам з великими попередніми каталогами, і закликав артистів налагоджувати власні «прямі зв'язки» з аудиторією. Брайан Меседж, партнер керуючої компанії Radiohead, не погодився з Йорком, зазначивши, що Spotify повертає музичній індустрії 70 відсотків своїх доходів. Він сказав, що «проблема Тома полягала в тому, що труба настільки заклинила… Ми закликаємо всіх наших артистів застосовувати довгостроковий підхід… Планувати на довгострокову перспективу, розуміти, що це важка гра». Музика Йорка була повторно додана до Spotify у грудні 2017 року.
Щодо другого сольного альбому Йорка, Tomorrow's Modern Boxes (2014), що вийшов на BitTorrent, він і Ґодріч висловили надію «повернути частину контролю над інтернетом людям, які створюють роботу … в обхід самообраних воротарів». Відповідаючи на запитання, чи був реліз успішним, Йорк сказав: «Ні, не зовсім… Я хотів показати, що, теоретично, сьогодні можна самостійно прослідкувати весь ланцюжок виробництва записів, від початку до кінця. Але на практиці це зовсім інше. Ми не можемо бути обтяжені всіма обов'язками лейблу звукозапису».

### Кліматичні зміни
У 2000 році, під час запису Kid A, Йорк став «одержимим» веб-сайтом Інституту всесвітнього спостереження, «який був сповнений страшної статистики про танення льодовиків і зміну погодних умов». За його словами, він долучився до руху за зупинення кліматичних змін після того, як у нього з'явилися діти, і він «щоночі прокидався з жахом».
Йорк підтримує організацію Friends of the Earth та їхню кампанію «Big Ask» з 2003 року. Він і Джонні Ґрінвуд були хедлайнерами Big Ask Live, благодійного концерту 2006 року, метою якого було переконати уряд прийняти новий закон про зміну клімату. У статті для Ґардіан Йорк писав:
|  | Спочатку я сказав Friends of the Earth, що я абсолютно не та людина, яку можна асоціювати з їхньою кампанією. Моє життя пов'язане з гастролями, а рок-індустрія - це дуже енерговитратна галузь. Але вони переконали мене, що саме тому це була гарна ідея, щоб я взяв у ній участь; що вони не хотіли подавати повідомлення, яке було б святішим за тебе. Спочатку мене критикували, але з цим треба змиритися, випити холодної води і продовжувати жити далі. |

У 2006 році Йорк відмовився від запрошення Friends of the Earth зустрітися з британським прем'єр-міністром Тоні Блером, щоб обговорити питання зміни клімату. Йорк заявив, що Блер не має «жодних екологічних повноважень» і що його піарники будуть маніпулювати зустріччю. Він розповів Ґардіан, що радники Блера хотіли перевірити Йорка заздалегідь, і що Friends of the Earth втратять доступ, якщо Йорк скаже «неправильні речі» після зустрічі, що він прирівняв до шантажу.
У 2008 році Radiohead замовили дослідження, щоб зменшити викиди вуглецю під час гастролей. На основі отриманих результатів вони вирішили грати в місцях, де є громадський транспорт, уклали угоди з автотранспортними компаніями щодо скорочення викидів, використовували нове світлодіодне освітлення з низьким енергоспоживанням і заохочували фестивалі пропонувати багаторазовий пластик. Того ж року Йорк став гостьовим редактором спеціального випуску журналу Обзервер, присвяченого змінам клімату, і написав: «На відміну від песимістів, таких як Джеймс Лавлок, я не вірю, що ми всі приречені… Ви ніколи не повинні втрачати надію».
У 2009 році Йорк виступив по Skype на прем'єрі документального фільму про екологію «The Age of Stupid» («Епоха дурнів») і отримав доступ до Конференції ООН зі зміни клімату в Копенгагені видаючи себе за журналіста. 2010 року він виступив з благодійним концертом на Cambridge Corn Exchange для Британської партії зелених і підтримав кампанію «10:10» за пом'якшення наслідків зміни клімату. Наступного року він приєднався до першого рейсу яхти «Rainbow Warrior ІІІ», яку використовує Грінпіс для відслідковування шкоди, заподіяної довкіллю.
Йорк був однією з кількох знаменитостей, які підтримали кандидатуру Керолайн Лукас на парламентських виборах 2015 року у Великій Британії. У грудні 2015 року він виступив на Конференції ООН з питань зміни клімату в Парижі на благодійному концерті на підтримку 350.org, екологічної організації, що займається підвищенням обізнаності про зміну клімату. Його виступ увійшов до концертного альбому Pathway to Paris, що вийшов у липні 2016 року. Йорк долучився до створення електронного треку «Hands Off the Antarctic» («Руки геть від Антарктики») для кампанії Грінпіс 2018 року.

### Концерт 2017 року в Ізраїлі
У квітні 2017 року понад 50 відомих діячів, серед яких музиканти Роджер Вотерс і Терстон Мур, правозахисник Десмонд Туту і режисер Кен Лоуч, підписали петицію із закликом до Radiohead скасувати виступ в Ізраїлі в рамках культурного бойкоту Ізраїлю — Бойкот, дивестиція та санкції. В інтерв'ю журналу Rolling Stone Йорк прокоментував критику: «Я просто не можу зрозуміти, чому грати рок-шоу або читання лекцій в університеті [є для них проблемою] … Мене дуже засмучує, що митці, яких я поважаю, думають, що ми не здатні самостійно приймати моральні рішення після всіх цих років. Вони розмовляють з нами зверхньо, і мене просто вражає, що вони думають, ніби мають на це право».
Йорк сказав, що автори петиції не зв'язувалися з ним. Це заперечив Вотерс, який написав у відкритому листі до Rolling Stone, що він намагався зв'язатися з Йорком кілька разів. У своїй заяві Йорк відповів на це: «Грати в країні — це не те саме, що підтримувати уряд. Музика, мистецтво і наука — це про перетин кордонів, а не їх будівництво, про відкриті уми, а не про закриті, про спільну людяність, діалог і свободу вираження».

### М'ясна промисловість
Йорк — вегетаріанець і часто критикував м'ясну індустрію. Він перестав їсти м'ясо частково через бажання привабити дівчину, яка йому подобалася. У фільмі 2005 року, знятому для фонду захисту прав тварин Animal Aid, він сказав: «Суспільство вважає за необхідне створити такий рівень страждань для того, щоб [люди] їли їжу, яка їм не потрібна… Ви повинні принаймні усвідомлювати, що ви робите, а не вважати, що це ваше право як людини».

### Повномасштабне російське вторгнення в Україну у 2022 році
Під час публікації нового плейліста для Sonos Radio у квітні 2022 року Йорк заявив:
|  | Немає слів, щоб висловити те, що я відчуваю, бачачи війну в Україні, в Європі у 21 столітті. Нормальне життя зменшилося, з'явилося відчуття безглуздого абсурду і даремності. У клоунів закінчилися жарти, їхні обличчя спотворилися в гримаси, більше не в змозі приховати зловісні тіні, що стоять за ними. Сім'ї, такі ж, як і наша, невинні діти, розірвані на частини. Ми можемо лише молитися, щоб прокинутися від цього кошмару і більше ніколи не допустити його повторення... |

### Інші питання
У 1999 році Йорк відвідав саміт Великої вісімки, щоб підтримати рух «Jubilee 2000», який закликав до списання боргів країн третього світу. У статті Ґардіан 2003 року, яка критикувала Світову організацію торгівлі, він написав: «Захід створює надзвичайно небезпечну економічну, екологічну та гуманітарну бомбу сповільненої дії. Ми живемо не по кишені». 2005 року він виступив на всенощному бдінні на підтримку Руху за справедливу торгівлю, закликаючи до кращої торговельної угоди для бідних країн.
У 2002 році Йорк виступив на благодійному концерті Bridge School Benefit, організованому Нілом Янгом, одним із тих, хто вплинув на Йорка. Його сет включав кавер-версію пісні Янга 1970 року «After the Gold Rush», виконану на фортепіано. У вересні 2004 року Йорк був ключовим спікером на мітингу Кампанії за ядерне роззброєння біля авіабази Філінгдейлс в Йоркширі, протестуючи проти підтримки Тоні Блером планів адміністрації Буша щодо системи протиракетної оборони за мотивами «Зоряних воєн». 2011 року разом з Робертом Дель Наджа з Massive Attack і Тімом Голдсворті з Unkle Йорк зіграв таємний діджей-сет для групи активістів руху Occupy в покинутих офісах інвестиційного банку UBS.
На честь виборів президента США Барака Обами у 2008 році Йорк випустив реміксовану версію свого синглу «Harrowdown Hill» для безкоштовного завантаження. Після обрання Дональда Трампа у 2016 році він опублікував у Твіттері слова з синглу Radiohead Burn the Witch, що було розцінено як критику політики Трампа. У червні 2016 року, після стрілянини в нічному клубі Орландо у Флориді, Йорк був одним із майже 200 діячів музичної індустрії, які підписали відкритий лист, опублікований у Billboard, із закликом до Конгресу США посилити контроль над зброєю. Він виступав проти Brexit, а в березні 2019 року приєднався до маршу People's Vote, який закликав до проведення повторного референдуму.

### Особисте життя
Йорк живе в Оксфордширі. Він практикує йогу та медитацію. Він страждає від тривоги та депресії, які лікує фізичними вправами, йогою та читанням. Єдиний молодший брат Йорка, Енді, був вокалістом гурту Unbelievable Truth з 1993 по 2000 роки.
Протягом 23 років Йорк перебував у стосунках з художницею та викладачкою Рейчел Оуен, з якою познайомився під час навчання в Університеті Ексетера. 2012 року Rolling Stone повідомив, що Оуен та Йорк не були одружені, проте пізніше Таймс з'ясували, що вони одружилися на таємній церемонії в Оксфордширі в травні 2003 року. Їхній син Ной народився у 2001 році, а донька Агнес — у 2004 році. Агнес працювала над ілюстраціями, а Ной грав на барабанах на двох треках саундтреку до альбому Йорка «Suspiria» 2018 року. У вересні 2021 року Ной випустив пісню «Trying Too Hard (Lullaby)»; NME порівняв її з «примарними» аранжуваннями з альбому Radiohead In Rainbows.
У серпні 2015 року Йорк і Оуен оголосили, що розлучилися за взаємною згодою. Оуен померла від раку 18 грудня 2016 року у віці 48 років. У вересні 2020 року Йорк одружився з італійською акторкою Даяною Рончіоне в Багерії на Сицилії. Рончіоне з'являється у кліпі на пісню Radiohead «Lift» і короткометражному фільмі Йорка Аніма.

## Сольна дискографія

### Студійні альбоми
- The Eraser, 2006
- Tomorrow's Modern Boxes, 2014
- Anima, 2019

### У співпраці
- Tall Tales, 2025 (з Марком Прітчардом)

### Саундтреки
- Suspiria, 2018
- Confidenza, 2024

### Альбом реміксів
- The Eraser Rmxs, 2008

### Мініальбоми
- Spitting Feathers, 2006
- Suspiria (Unreleased Material), 2019
- Not the News Rmx, 2019